# Milner Place
Milner Place (* 25. Januar 1930 in Thirsk, North Yorkshire; † 28. Mai 2020) war ein britischer Dichter und Schriftsteller.

## Leben
Vor seinem Militärdienst von 1948 bis 1950 arbeitete er als Baumfäller, studierte dann kurz an einem landwirtschaftlichen College, arbeitete als Barkeeper und führte eine Farm. 1953 segelte er nach Südafrika und arbeitete in einer Kupfermine. 1955 kehrte er nach England zurück und arbeitete im journalistischen Bereich. 1958 segelte er nach New York und lebte von 1958 bis 1961 auf den Bahamas.
1961 kaufte er ein eigenes Schiff und segelte damit über Miami und England nach Mallorca. Während des Algerienkriegs betätigte er sich als Schmuggler. Die Jahre 1962 und 1963 verbrachte er in Bilbao und Madrid. 1965 überführte er als Kapitän ein in den Niederlanden gebautes Segelschiff nach Lissabon. In den folgenden Jahren fuhr er mehrere Ozeanregatten mit Juan Carlos de Bourbon, dem späteren König von Spanien. 1966 baute er in Dänemark einen Lastkahn zu einer Yacht um. 1967 und 1968 betrieb er auf Malta einen Yachtcharter für Hochzeitspaare und befuhr regelmäßig die Route über Lampedusa nach Tunesien.
1969 war er Berater für die Forte's International Hotels in Sardinien und Griechenland, bevor er in Ecuador eine Anglerflotte organisierte. Kurz darauf floh er nach Peru wegen des Vorwurfs angeblicher Piraterie. Er arbeitete dann dort für das Manu River Projekt und für ähnliche Projekte in Brasilien und Panama. 1971 kehrte er nach England zurück und lebte danach eine Weile als Fotograf auf den Kanaren. 1973 begab er sich nach Mexiko, um dort einen Roman zu schreiben. 1976 zog er – nun mit seiner Partnerin Dorothy und dem Stiefsohn Paul – nach Mallorca.
Milner Place war Redakteur bei Poetry Circle, einem Forum für zeitgenössische Poesie in den USA.

## Werke
Seine ersten Gedichte schrieb er auf Mallorca in spanischer Sprache. Nach seiner Ansiedlung in Huddersfield/Großbritannien im Jahr 1987 begann er, Gedichte in englischer Sprache zu schreiben.
Gedichtbände
- En Busca de mi Alma, in Spanien 1977 veröffentlicht
- In a rare time of rain, Chatto & Windus
- The confusion of the Anglers, Wide Skirt Press
- Where smoke is, Wide Skirt Press
- Piltdown Man & Bat Woman, Spout publications
- The City of Flowers, Spout publications
- Caminante, Wrecking Ball Press
- Certain matters Lapwing
- Odersfelt, Flux Gallery Press
- Naked Invitation, Lapwings Publications, Belfast
- The man who had forgotten the name of trees 2013, und The Road to Alta Mira  2018 moloko print, jeweils mit Zeichnungen von Harald Häuser

Anderes
Weiterhin schrieb er Stücke für BBC Radio 3 und 4 und wurde in der Sendung Bookworm im BBC1 Fernsehen vorgestellt.